# Chvojnická pahorkatina
Chvojnická pahorkatina je geomorfologický celek na západním Slovensku v Záhoří, s malým přesahem na Moravu. Jde o součást podsoustavy Panonská pánev, provincie Západopanonská pánev, subprovincie Vídeňská pánev a oblasti Záhorská nížina.

## Poloha a členění

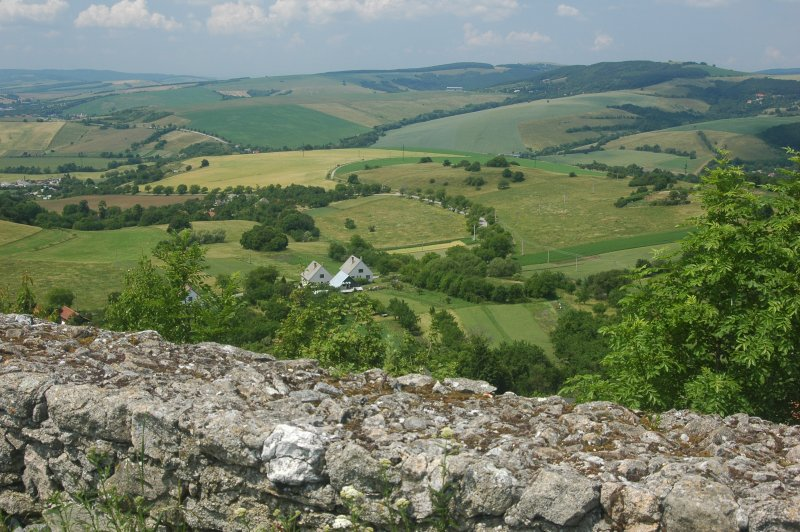
Pohled na Senickou pahorkatinu

Na jihu a západě hraničí s Borskou nížinou, na severozápadě s Dolnomoravským úvalem,
na severovýchodě s Bílými Karpatami a na východě s Myjavskou pahorkatinou.
Na severu probíhá česko-slovenská státní hranice.

## Členění na geomorfologické podcelky
- Senická pahorkatina na jihu
- Skalický hájik na severu
- Unínska pahorkatina na západě
- Zámčisko v centrální části.

Nejvyšším vrchem je Zámčisko (434,1 m n. m.) ve stejnojmenném podcelku.

## Geologické poměry
Z geologického hlediska je oblast Chvojnické pahorkatiny přiřazována k neogenním sedimentačním pánvím Vnitřních Západních Karpat. Jihozápadní část je tvořena málo zpevněnými až sypkými mořskými neogenními sedimenty, hlavně jíly, slíny, silty, písky, pískovci a štěrky období vrchního miocénu až pliocénu. Jihovýchodní a centrální část tvoří jílovce, siltovce, písky, pískovce, štěrky, slepence, ojediněle vápence spodního miocénu. Západní a zčásti i centrální část je tvořena jíly, jílovci, siltovci, písky, pískovci a slepenci období středního miocénu. V této části se přidávají vápence, uhelné sloje a ryolitové tufy. Nejsevernější část je tvořena flyšovými vrstvami pískovců, slepenců a jílovců období paleogénu až spodního eocénu. Nejsevernější část zároveň přináleží k magurskému flyši vnějšího flyšového pásma. Středem území prochází několik zlomových linií, přičemž nejvýznamnější probíhá ve směru západ – východ.

## Reliéf

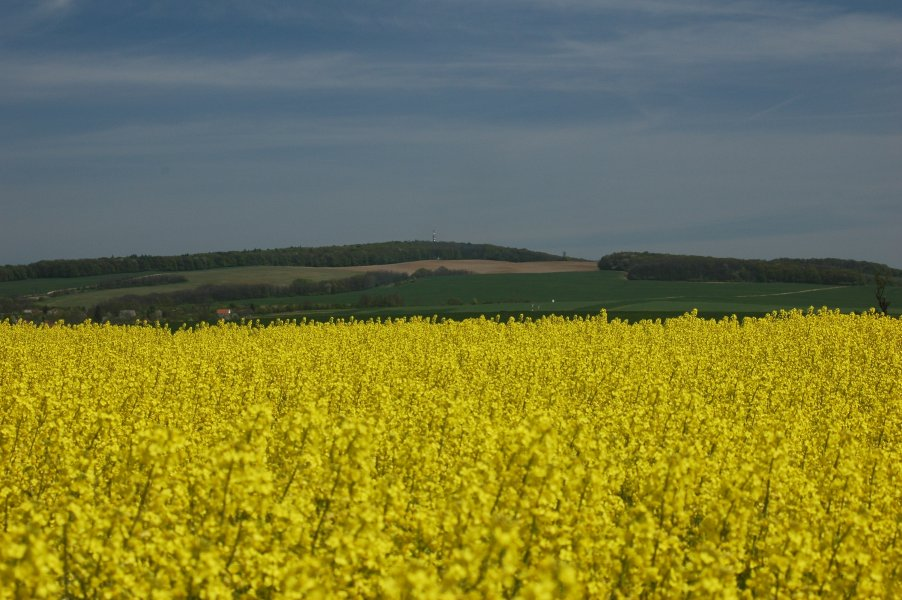
Pohled na Zámčisko

Povrch není příliš členitý, od poslední doby ledové (würm) je modelován západními větry, které zde navály mohutné příkrovy
spraší a sprašových hlín. Vyskytují se zde také písečné přesypy, přičemž písky jsou nevápnité, nezadržují vodu a těžce
se v nich vytváří humus. Řekami modelovaný reliéf se vyskytuje v centrální části, hlavně v podcelku
Zámčisko.

## Klima
Chvojnická pahorkatina patří do teplé oblasti (A), mírně vlhké podoblasti a do okrsku s mírnou zimou (A5).
Pouze nejvýše položené oblasti (Zámčisko) patří do mírně teplé oblasti (B),
mírně vlhké podoblasti a pahorkatinového okrsku s mírnou zimou (B3). Průměrné teploty vzduchu v červenci zde dosahují 18-19 °C,
v nejzápadnější části 19-20 °C a v nejvyšších polohách jen 17 °C. Průměrné teploty vzduchu v lednu dosahují -2, -3 °C, v nejzápadnější části
do -2 °C a v nejvyšších polohách -3, -4 °C. Průměrný roční srážkový úhrn představuje 600 - 700 mm, v oblasti Skalice
550 - 600 mm. V letním období převládají západní až severozápadní větry, v zimním období jihovýchodní.

## Vodstvo

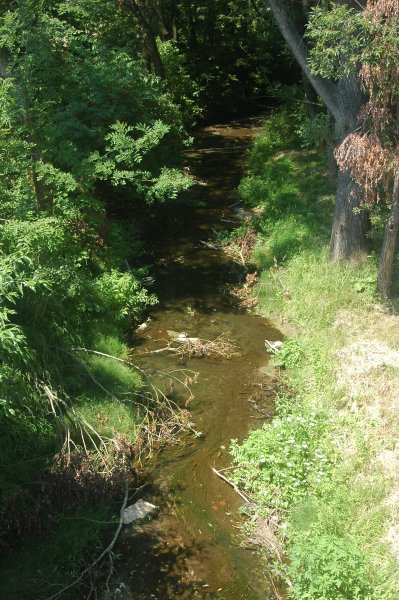
Chvojnica

Celá oblast patří do povodí řeky Moravy. Území odvodňují její přítoky: Myjava s Teplicou, Chvojnica a Unínský potok. Umělé vodní plochy zahrnují vodní nádrže Petrova Ves, Radošovce, Skalický rybník, Budkovianské rybníky, vodní nádrž Kunov, Koválov a jiné menší.
Střídání propustných a nepropustných vrstev neogenních sedimentů vytváří dobré podmínky pro vytváření zásob podzemních vod. Vydatnost artéských studní dosahuje 4 - 6 l/s. Z pramenů je významný pramen u Štefanova. Významné zdroje podzemních vod se nacházejí i v oblasti vátých písků.
Minerální vody vyvěrají v okolí Koválova a Smrdáků. Jde o sirovodíkové slané alkalické jódové minerální vody s mineralizací 2 633 mg/kg, s teplotou 12,5 °C a s enormně vysokým obsahem aktivní síry (nejsilnější
sirovodíkové prameny v Evropě).

## Flóra

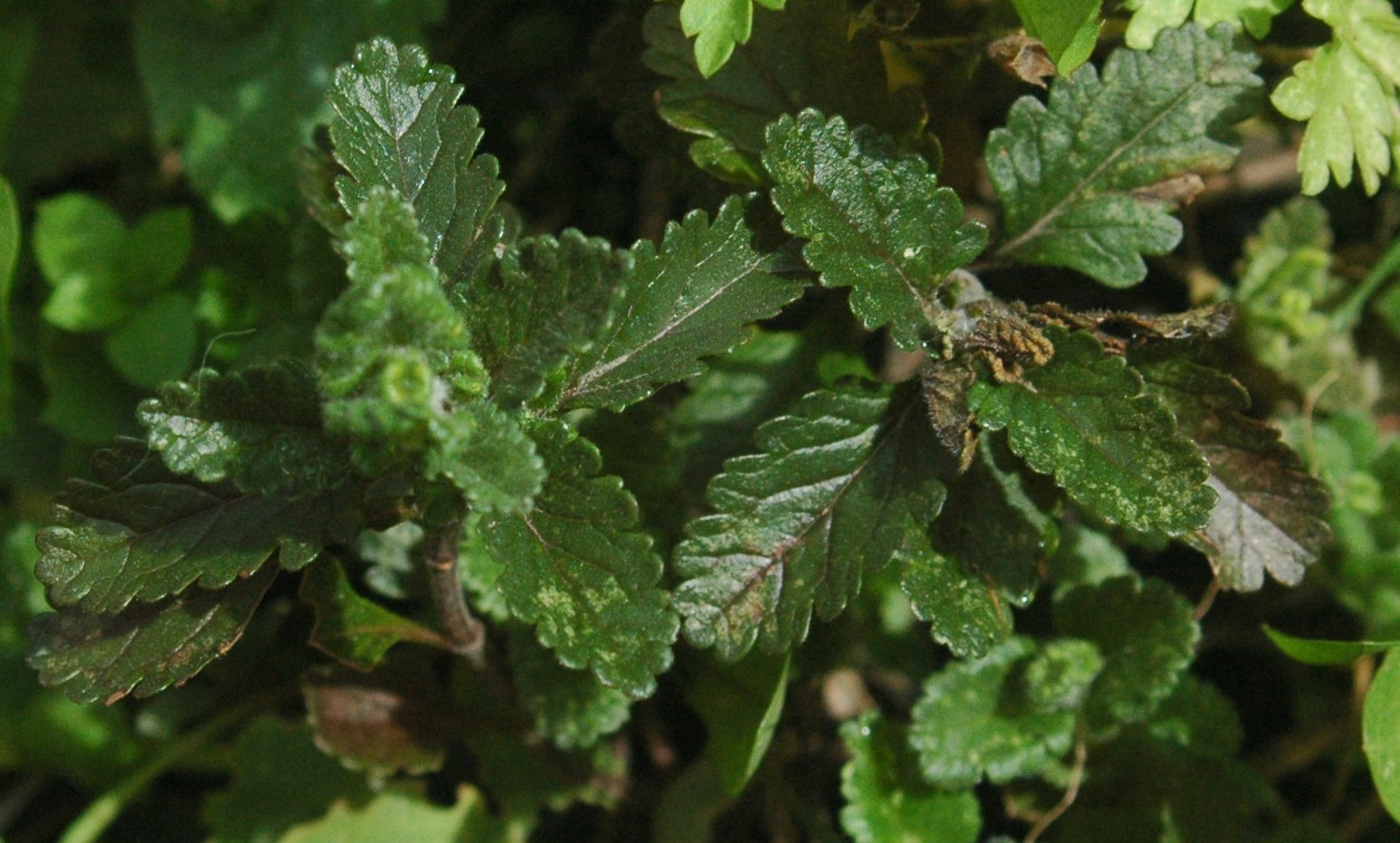
Ožanka

Chvojnická pahorkatina patří do obvodu panonské flóry (Pannonicum), podobvodu eupanonské xerotermní flóry (Eupannonicum)
a celku Záhorská nížina. Váté písky představují vhodný substrát pro porosty borových lesů, jižně a západně od
Senice a v oblasti mezi Smolinským a Gbely. Zámčisko
je porostlé dubovými lesy, dubové lesy sem zasahují i z Bílých Karpat a vyskytují se také v blízkosti
Gbelů a Štefanova. Z bylin se zde vyskytují zejména trávy.
Největší plochy vinohradů se nachází v oblasti mezi Skalicou, Mokrým Hájem,
Prietržkou a Vrádištěm a na okrajových svazích Zámčiska.
Vinohrady spadají pod Malokarpatskou vinohradnickou oblast.

## Fauna

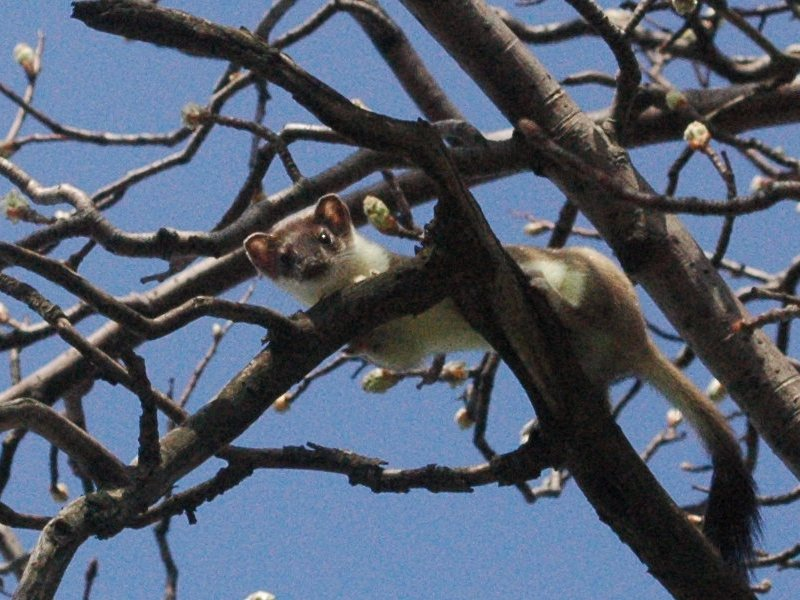
Hranostaj

Oblast je součástí zóny stepí, provincie Panónská pánev, Západopanónské subprovincie
a Dyjsko-moravského obvodu. Vyskytuje sa tu množství teplomilných druhů, zejména hmyzu: kobylky, kudlanky, cikády, chrousti
a další. Z velkých savců prase divoké, srnec obecný a daněk skvrnitý.

## Ochrana přírody
Do geomorfologického celku zasahuje výběžek CHKO Bílé Karpaty na severu. Nachází se zde 5 chráněných území.
Chvojnica (přírodní památka) byla vyhlášená v roce 1991 na ploše 31,65 ha. Je zde chráněna říčka Chvojnica
jako nejzachovalejší vodní tok západní části CHKO Bílé Karpaty a přilehlého území. Nacházejí se zde biotopy
teplomilné pahorkatinné vodní fauny a hodnotné břehové porosty, jako krajinotvorný a ekostabilizační prvek. Chropovská strž byla vyhlášena v roce 1993 na výměře 47,66 ha. Území představuje ukázku vývoje podhorských oblastí od třetihor až po současnost. Zahrnuje tři opuštěné lomy, ve kterých se nacházejí naleziště zkameněných pozůstatků živočichů z poslední mořské transgrese. Veterník byla vyhlášena v roce 1983 na ploše 18,5 ha. Předmětem ochrany jsou zde lesostepní společenstva s borovicí černou na svazích, které tvoří hrubozrnné vápnité písky, pískovce a slepence. Jde o místa výskytu vícerých chráněných a vzácných druhů rostlin a hnízdištěm chráněných druhů ptáků. Chráněný areál Budkovianské rybníky byl vyhlášen v roce 1994 na ploše 14,07 ha. Území je tvořeno skupinou menších rybníků, představuje refugium výskytu vícerých chráněných a ohrožených druhů vodních a mokřadních živočichů. Chráněný areál Vodní nádrž Petrova Ves byl vyhlášen v roce 1996 na ploše 34,80 ha. Patří mezi významné slovenské ornitologické lokality s výskytem vícerých chráněných, vzácných a ohrožených hnízdících i migrujících druhů ptactva.

## Obce
Na území geomorfologického celku leží intravilán 25 obcí a 1 města. Částečně sem zasahují další 3 města a 1 obec.
Všechny obce a města spadají pod okresy Senica a Skalica. Jde o tyto obce:
- Častkov
- Dojč
- Dubovce
- Hlboké
- Chropov
- Koválov
- Koválovec
- Letničie
- Lopašov
- Mokrý Háj
- Oreské
- Osuské
- Petrova Ves
- Popudinské Močidľany
- Prietržka
- Radimov
- Radošovce
- Rohov
- Rovensko
- Rybky
- Senica
- Smolinské
- Smrdáky
- Štefanov
- Trnovec
- Unín

a okrajově také:
- Gbely
- Jablonica
- Skalica
- Šaštín-Stráže (část Stráže nad Myjavou)